# Arquebisbat de Brasília
L'arquebisbat de Brasília (portuguès: Arquidiocese de Brasília; llatí: Archidioecesis Brasiliapolitana) és una seu metropolitana de l'Església catòlica, que pertany a la Centro-Oeste. El 2012 tenia 1.555.000 batejats d'un total de 2.267.000 habitants. Actualment està regida per l'arquebisbe Sérgio da Rocha.

## Territori
L'arxidiòcesi comprèn el Districte Federal.
La seu arxiepiscopal és la ciutat de Brasília, on es troba la catedral de la Mare de Déu d'Aparecida.
El territori s'estén sobre 5.814 km² i està dividit en 129 parròquies.

### Província eclesiàstica
La província eclesiàstica de Brasília, instituïda el 1966, comprèn 3 diòcesis sufragànies a l'estat de Goiás:
- Bisbat de Formosa
- Bisbat de Luziânia
- Bisbat d'Uruaçu

## Història
La diòcesi de Brasília va ser erigida el 16 de gener de 1960 mitjançant la butlla Quandoquidem nullum del Papa Joan XXIII, prenent territori de l'arxidiòcesi de Goiânia.
Originàriament estava immediatament subjecta a la Santa Seu.
L'11 d'octubre de 1966 va ser elevada al rang d'arxidiòcesi metropolitana amb la butlla De Brasiliani populi del Papa Pau VI.

## Cronologia episcopal
- Jose Newton de Almeida Baptista † (12 de març de 1960 – 15 de febrer de 1984 jubilat)
- José Freire Falcão (15 de febrer de 1984 - 28 de gener de 2004 jubilat)
- João Braz de Aviz (28 de gener de 2004 - 4 de gener de 2011 nomenat pro-prefecte de la Congregació per als Instituts de Vida Consagrada i Societats de Vida Apostòlica)
- Sérgio da Rocha, 15 de juny de 2011 - 11 de març de 2020 nomenat arquebisbe de San Salvador de Bahia)
- Paulo Cezar Costa, des del 21 d'octubre de 2020

## Estadístiques
A finals del 2012, la diòcesi tenia 1.555.000 batejats sobre una població de 2.267.000 persones, equivalent al 68,6% del total.
| any  | població  | població  | població | sacerdots | sacerdots       | sacerdots       | sacerdots             | diàques | religiosos | religiosos | parroquies |
| ---- | --------- | --------- | -------- | --------- | --------------- | --------------- | --------------------- | ------- | ---------- | ---------- | ---------- |
| any  | batejats  | total     | %        | total     | clergat secular | clergat regular | batejats por sacerdot | diàques | homes      | dones      |            |
| 1966 | 285.000   | 300.000   | 95,0     | 70        | 14              | 56              | 4.071                 |         | 64         | 270        | 26         |
| 1970 | 522.500   | 550.000   | 95,0     | 81        | 15              | 66              | 6.450                 | 1       | 117        | 336        | 28         |
| 1976 | 720.000   | 800.600   | 89,9     | 102       | 21              | 81              | 7.058                 |         | 114        | 360        | 40         |
| 1980 | 864.000   | 889.000   | 97,2     | 110       | 26              | 84              | 7.854                 |         | 124        | 402        | 45         |
| 1990 | 1.557.405 | 1.832.242 | 85,0     | 138       | 38              | 100             | 11.285                | 2       | 156        | 400        | 55         |
| 1999 | 1.441.000 | 1.802.000 | 80,0     | 232       | 103             | 129             | 6.211                 | 15      | 217        | 382        | 99         |
| 2000 | 1.460.000 | 1.825.000 | 80,0     | 253       | 139             | 114             | 5.770                 | 15      | 211        | 325        | 101        |
| 2001 | 1.573.240 | 2.043.169 | 77,0     | 237       | 125             | 112             | 6.638                 | 19      | 179        | 327        | 106        |
| 2002 | 1.573.240 | 2.043.169 | 77,0     | 239       | 130             | 109             | 6.582                 | 22      | 211        | 457        | 111        |
| 2003 | 1.400.056 | 2.051.146 | 68,3     | 249       | 129             | 120             | 5.622                 | 29      | 220        | 492        | 114        |
| 2004 | 1.417.181 | 2.064.553 | 68,6     | 249       | 131             | 118             | 5.691                 | 22      | 232        | 504        | 116        |
| 2006 | 1.417.181 | 2.064.553 | 68,6     | 281       | 139             | 142             | 5.043                 | 36      | 235        | 432        | 118        |
| 2012 | 1.555.000 | 2.267.000 | 68,6     | 312       | 184             | 128             | 4.983                 | 71      | 211        | 428        | 129        |